# Mostra de Venise 1986
La Mostra de Venise 1986, 43e édition du festival international du film de Venise (43ª edizione della Mostra internazionale d'arte cinematografica), est un festival cinématographique qui se tient du 30 août au 10 septembre 1986 à Venise, en Italie.

## Jury
- Alain Robbe-Grillet (président, France), Chantal Akerman (Belgique), Jörn Donner (Finlande), Paul Gabor (Hongrie), Roman Gubern (Espagne), Pontus Hulten (Suède), Alberto Lattuada (Italie), Nanni Moretti (Italie), Nelson Pereira Dos Santos (Brésil), El'dar Sengelaja (URSS), Fernando Solanas (Argentine), Peter Ustinov (Grande-Bretagne), Bernhard Wicki (RFA), Catherine Wyler (É.-U.).

## Compétition
- Amorosa de Mai Zetterling  Suède
- L'Apiculteur (O melissokomos) de Theo Angelopoulos  Grèce
- Regalo di Natale de Pupi Avati  Italie
- Fatherland de Ken Loach  Royaume-Uni
- Prise finale (Kinema no tenchi) de Yōji Yamada  Japon
- Le Rayon vert d'Éric Rohmer  France
- Préserve moi, mon talisman (Khrani menya, moy talisman) de Roman Balaïan  Union soviétique
- Die Reise de Markus Imhoof  Suisse
- Le Film du roi (La película del rey) de Carlos Sorín  Argentine
- L'Apiculteur (O melissokomos) de Theo Angelopoulos  Grèce
- Le Château (Linna) de Jaakko Pakkasvirta  Finlande
- Mon cas (O Meu Caso) de Manoel de Oliveira  Portugal
- La Puritaine de Jacques Doillon  France
- Romance de Massimo Mazzucco  Italie
- Chambre avec vue (A Room with a View) de James Ivory  Royaume-Uni
- Autour de minuit (Round Midnight) de Bertrand Tavernier  France
- Das Schweigen des Dichters de Peter Lilienthal  Allemagne de l'Ouest
- Storia d'amore de Francesco Maselli  Italie
- Temps (Idő van) de Péter Gothár  Hongrie
- Werther de Pilar Miró  Espagne
- Le Pigeon sauvage (Tchoujaïa Belaïa i Riaboï) de Sergei Solovyov  Union soviétique
- Gauguin, le loup dans le soleil (Oviri) de Henning Carlsen  Danemark

## Palmarès
- Lion d'or pour le meilleur film : Le Rayon vert d'Éric Rohmer
- Grand prix spécial du jury : Le Pigeon sauvage (Tchoujaïa Belaïa i Riaboï) de Sergei Solovyov et Storia d'amore de Francesco Maselli
- Lion d'argent : meilleur premier film pour Le Film du roi (La película del rey) de Carlos Sorin
- Coupe Volpi pour la meilleure interprétation masculine : Carlo Delle Piane pour Regalo di Natale de Pupi Avati
- Coupe Volpi pour la meilleure interprétation féminine : Valeria Golino pour Storia d'amore de Francesco Maselli
- Lion d'or d'honneur : Paolo  et Vittorio Taviani